# Ja'far al-Sadiq
Jaʿfar al-Ṣādiq, ossia Abū ʿAbd Allāh Jaʿfar ibn Muḥammad ibn ʿAlī (Arabo جعفر بن محمد الصادق; Medina, 20 aprile 702 – Medina, 14 dicembre 765), è stato il sesto Imam sciita duodecimano, ismailita e alawita/Mustaʿlī, nonché quinto Imam Nizārī.
Figlio di Muhammad al-Baqir e di Umm Farwa (Fāṭima bt. al-Qāsim b. Muhammad b. Abī Bakr), il suo Imamato durò per 31 anni, dal 734 al 765.
Il suo laqab di al-Ṣādiq (Il veritiero) gli venne dalla sua facile profezia che una rivolta alide contro gli Omayyadi, affidata alla debole guida del suo parente Ibn ʿAbd Allāh, detto "al-Nafs al-Zakiyya", sarebbe inevitabilmente fallito.
Sposò Hamīda al-Barbariyya, e tra i suoi figli figurano:
- Mūsā al-Kāẓim (suo successore secondo i Duodecimani)
- Ismāʿīl b. Jaʿfar (suo successore secondo gli ismailiti)
- ʿAbd Allah al-Aftāḥ
- Isḥāq
- 'Ali al-Uraydhi
- al-ʿAbbās
- Muḥammad
- Fāṭima
- Umm Farwa
- Asmāʾ

Jaʿfar al-Sadiq fu grandemente rispettato dai suoi contemporanei, anche non filo-alidi per la sua grande dottrina tradizionistica e giuridica, oltre che per la sua pietas. Viene considerato il massimo contributore sciita nel campo della Shari'a e fondatore del madhhab che dal suo nome viene tuttora chiamato "giafarita" e che è la scuola giuridica islamica sciita duodecimana, ismailita e alawita (gli zayditi preferiscono privilegiare il corpo giuridico del loro eponimo, Zayd b. ʿAli).
Viene anche considerato un importante punto di riferimento per la confraternita islamica della Naqshbandiyya, uno scienziato poliedrico (astronomo, alchimista, teologo islamico, letterato, filosofo, medico e fisico. Fu anche maestro del noto chimico Jabir ibn Hayyan (Geber) e di Abu Hanifa, fondatore del primo madhhab sunnita.

## Nascita e vita familiare
Jaʿfar al-Ṣādiq nacque a Medina il 20 aprile 702: lo stesso giorno e lo stesso mese in cui si vuole sia nato il profeta Maometto, suo antenato.
Jaʿfar al-Ṣādiq ebbe tre laqab: al-Ṣādiq (Il veritiero), al-Fāḍil (l'Eccellente) e al-Ṭāhir (il Puro). Suo padre era Muhammad al-Baqir (quinto Imam sciita) e sua madre, Umm Farwa, bisnipote di Muhammad ibn Abi Bakr, figlio del primo Califfo, Abū Bakr e seguace fino alla morte di ʿAlī ibn Abī Ṭālib, cugino e genero di Maometto, nonché quarto Califfo e primo Imam sciita.
Jaʿfar al-Ṣādiq aveva trentaquattro anni quando suo padre Muḥammad "al-Bāqir" fu assassinato e da lui ereditò l'Imamato.

### Matrimoni e figli
Jaʿfar sposò Fāṭima al-Ḥasan, una discendente del secondo Imam sciita, al-Hasan ibn Ali, che gli dette due figli: Ismāʿīl b. Jaʿfar (l'Imam inizialmente designato a succedergli) e ʿAbd Allāh.
A seguito della morte delle sue mogli, al-Ṣādiq acquistò una schiava berbera, Hamida Khātūn (Arabo همده خاتون), che affrancò e istruì approfonditamente alle dottrine islamiche e che sposò. Ella gli generò Mūsā al-Kāẓim (l'Imam designato alla successione dopo la morte di Ismāʿīl b. Jaʿfar).

## Dottrina
Da fanciullo Jaʿfar al-Ṣādiq studiò sotto la guida del nonno, ʿAli ibn al-Husayn. Dopo la morte del nonno studiò sotto suo padre Muhammad al-Baqir, che vegliò sempre sulla sua istruzione, facendo frutto anche delle sue osservazioni, finché Muḥammad al-Bāqir morì nel 733.
Jaʿfar al-Sādiq divenne assai versato in scienze islamiche, inclusa la scienza del ʾaḥādīth, della Sunna e del Corano. In aggiunta alla sua conoscenza di scienze religiose islamiche, Jaʿfar al-Ṣādiq fu esperto di scienze naturali, matematica, filosofia, astronomia, anatomia, alchimia e altre discipline ancora.
Il massimo alchimista e chimico musulmano, Abū Mūsā Jābir ibn Ḥayyān, noto in Europa come Geber, fu il più importante allievo di Jaʿfar al-Ṣādiq. L'Imam fu rinomato per le sue idee liberali sull'insegnamento e partecipava con passione ai dibattiti con suoi allievi di differenti credo e fedi.
Abū Ḥanīfa al-Nuʿmān fu allievo di Jaʿfar al-Ṣādiq, e parimenti lo fu l'imam Mālik b. Anas, che nella sua famosa Muwaṭṭāʾ cita dodici ʾaḥādīth riportatigli da Jaʿfar al-Ṣādiq.
- Studiosi che hanno a lungo studiato con Jaʿfar al-Ṣādiq:

1. Jābir b. Hayyān - noto in Europa come Geber, un grande alchimista.
2. Mūsā al-Kāẓim - suo figlio, settimo Imam sciita secondo i Duodecimani.
3. Ismāʿīl b. Jaʿfar - suo figlio, settimo Imam sciita secondo gli Ismailiti

- Studiosi sunniti che hanno ascoltato lezioni di Jaʿfar al-Ṣādiq o che hanno studiato sotto la sua guida:

1. Abū Ḥanīfa - fondatore della prima scuola giuridica musulmana, quella hanafita.
2. Mālik b. Anas - fondatore della seconda scuola giuridica musulmana, quella malikita.
3. Ṭabarī - principe degli annalisti musulmani. Mentre era sul letto di morte, non rinunciò a farsi narrare da Jaʿfar una tradizione risalente al Profeta, essendo assolutamente certo della sua autenticità, vista la fonte da cui essa proveniva.

- Altri che hanno frequentato le lezioni di Jaʿfar al-Ṣādiq:

1. Wāṣil b. ʿAṭāʾ - fondatore della scuola giuridico-teologica del Mutazilismo.

### Giurisprudenza
Jaʿfar al-Ṣādiq sviluppò la giurisprudenza giafarita allo stesso tempo in cui veniva codificato dalla sua controparte islamica il diritto sunnita. Il madhhab giafarita può essere distinto da quelli sunniti nelle materie relative al diritto ereditario, alle imposte religiose, al commercio e allo statuto personale.

## Sotto il governo degli Omayyadi
Jaʿfar al-Ṣādiq visse in tempi caratterizzati dalla violenza. Considerati eretici e ribelli dai Califfi omayyadi, molti dei parenti di Jaʿfar al-Ṣādiq morirono per volere degli Omayyadi e, nonostante la comune e vittoriosa lotta per abbatterli, anche da un alto numero di Califfi abbasidi. Poco tempo dopo la morte del padre, lo zio di Jaʿfar, Zayd b. ʿAlī (fratellastro di Mūsā al-Kāẓim, guidò una rivolta anti-omayyade cui peraltro Jaʿfar non partecipò in alcun modo. Tuttavia molti dei loro parenti, incluso suo zio, furono uccisi e altri furono duramente puniti dagli Omayyadi.
Vi furono varie altre ribellioni alidi in seguito, prima che gli Abbasidi riuscissero ad abbattere la dinastia rivale, da essi ritenuta empia e usurpatrice nel 750, quando Jaʿfar al-Ṣādiq aveva 48 anni.
Numerose fazioni alidi ribelli tentarono di convincere Jaʿfar al-Ṣādiq ad appoggiare le loro rivendicazioni ma Jaʿfar rifiutò sempre di accedere alle loro richieste senza avanzarne di sue proprie. Si dice che egli bruciasse le loro lettere (in cui gli promettevano il Califfato in caso di vittoria) commentando: "Quest'uomo non viene da me e non può darmi ciò che è nella provincia di Allah". Il prudente silenzio di Jaʿfar al-Ṣādiq sulle sue reali intenzioni viene spiegato con la sua taqiyya, che divenne uno dei segni caratterizzanti della dottrina sciita. La taqiyya afferma che è ammissibile nascondere le reali idee di una persona se, rivelandole, una persona ponga se stessa o altri in pericolo.

## Sotto il governo abbaside
I nuovi governanti abbasidi, che erano saliti al potere sulla base della loro rivendicazione di legittimità alla carica califfale, a causa della loro discendenza dallo zio di Maometto, al-ʿAbbās, furono estremamente sospettosi nei confronti dei loro parenti alidi e di Jaʿfar in particolare, che essi consideravano a ragione il più indicato a fruire eventualmente del Califfato. Jaʿfar fu controllato strettamente e, occasionalmente, incarcerato per tagliare i suoi legami con i suoi seguaci e la sua famiglia. Jaʿfar sopportò pazientemente la persecuzione e proseguì i suoi studi e a redigere i suoi scritti ovunque si trovasse.
Morì il 14 dicembre 765. Fu avvelenato su ordine del Califfo abbaside al-Manṣūr e gli sciiti sono convinti che egli sia perciò da considerare un martire (shahīd), come gli altri Imam sciiti prima di lui. Fu sepolto nel cimitero medinese del Baqīʿ al-Gharqad.

## Successione
Dopo la morte di Jaʿfar al-Ṣādiq durante il dominio abbaside, vari gruppi sciiti organizzarono segretamente la loro opposizione a tale governo. Tra costoro vi erano i seguaci della proto-comunità ismailita, di cui il gruppo preminente era quello chiamato "Mubārakiyya".
Vi sono ʾaḥādīth che certificano che Ismāʿīl b. Jaʿfar "al-Mubārak" sarebbe stato l'erede designato dal padre per l'Imamato dopo la sua morte, ma ve ne sono altri che indicano il successore paterno in Mūsā al-Kāẓim. In ogni caso Ismāʿīl premorì al padre.
Alcuni sciiti affermano che Ismāʿīl non era però morto, quanto piuttosto entrato in occultamento, ma il proto-gruppo ismailita accettò in realtà la sua morte, tuttavia dichiarando che Ismāʿīl avrebbe fatto a tempo a designare suo figlio Muḥammad ibn Ismāʿīl suo successore e Imam. Muḥammad sarebbe rimasto in contatto con il gruppo della "Mubārakiyya", molti componenti del quale risiedevano a Kūfa.
In contrasto con loro, i Duodecimani non credono a tutto ciò e che Ismāʿīl abbia fatto a tempo a trasmettere le sue volontà attraverso un naṣṣ ("designazione scritta per l'Imamato"), ma riconoscono che questa era la convinzione popolare tra la gente a quel tempo. Sia lo Shaykh Tusi sia lo Shaykh al-Ṣadūq non credono che Jaʿfar al-Sādiq non prevedesse la premorte del figlio e che la designazione divina fosse cambiata. Pertanto i Duodecimani accettano che Mūsā al-Kāẓim fosse il solo figlio designato dal padre.
La divergenza dottrinale si ampliò ulteriormente fra Duodecimani e Settimani e all'interno di questi ultimi. Quando giunse la notizia della morte di Muhammad, la maggioranza degli Ismailiti negò la morte, riconoscendo che egli era entrato in occultamento e che sarebbe riapparso alla fine dei tempi come Mahdi. La minoranza ismailita credette invece alla sua morte e sarà questo piccolo gruppo che originerà in seguito il movimento fatimide-ismailita.
Da qui partì la divisione tra le varie correnti dello Sciismo,tra la maggioranza Duodecimani ossia che riconobbe come Imam Mūsā al-Kāẓim e la minoranza che darà vita all'Ismaelismo la quale riconobbe come successore Ismāʿīl.

## Aneddoto
Qualcuno chiese una volta a Jaʿfar al-Ṣādiq di mostrargli Dio. L'Imam rispose: "Guarda il sole". L'uomo replicò che non poteva osservare il sole, perché troppo luminoso.
Jaʿfar al-Ṣādiq allora concluse: "Se non puoi vedere ciò che è creato, come potrai aspettarti di vedere il Creatore?".